# Seututie 554
Pour les articles homonymes, voir Route 554.
La route régionale 554 (finnois : Seututie 554) est une route régionale allant de Karttula à Kuopio jusqu'à Säviä à Pielavesi en Finlande,,.

## Présentation
La seututie 554 est une route régionale de Savonie du Nord.

## Parcours
- Karttula
- Pirttimäki
- Koivujärvi
- Mustikkala
- Kumpunen
- Taipale
- Säviä